# Gloria (album)
Gloria – trzeci album zespołu Ziyo. Wydany w roku 1991 nakładem wydawnictwa Arston.
Płyta w całości zaśpiewana jest po angielsku, a w tytułowej kompozycji pojawia się nowy artystyczny element – kwartet smyczkowy, zaaranżowany przez pianistę i skrzypka Adama Prucnala.
Nagrań dokonano w Izabelin Studio, Warszawa 1990. Realizacja: Andrzej Puczyński. Produkcja: Ziyo, Dariusz Biernacki, Andrzej Puczyński. Mix: Ziyo i Andrzej Puczyński. Projekt graficzny i foto: Adam Pietrzak.
Płyta (MC Brawo, LP Arston, CD Asta) sprzedała się w nakładzie blisko 150 tys. nośników.

## Lista utworów
Wydanie LP Arston 1991
strona A
1. „No 3” (muz. Ziyo – sł. Jerzy Durał) – 1:32
2. „Tomorrow (Like The Wind)” (muz. Ziyo – sł. Jerzy Durał, Krzysztof Krupa) – 4:28
3. „One Day” (muz. Ziyo – sł. Jerzy Durał) – 4:53
4. „Eve” (muz. Ziyo – sł. Jerzy Durał) – 5:30
5. „Midnight Train” (muz. Ziyo – sł. Jerzy Durał) – 4:00
6. „Where We Go This Way” (muz. Ziyo – sł. Jerzy Durał) – 2:17

strona B
1. „Gloria” (muz. Ziyo – sł. Jerzy Durał) – 9:38
2. „Fire In The Wind” (muz. Ziyo – sł. Jerzy Durał) – 4:03
3. „I Was Born To Be Free” (muz. Ziyo – sł. Jerzy Durał) – 2:16
4. „War Colours” (muz. Ziyo, Jerzy Durał – sł. Jerzy Durał) – 3:36
5. „War Is Over” (muz. Ziyo – sł. Jerzy Durał) – 1:29

Wydanie CD Metal Mind Productions 2004
1. „No 3” (muz. Ziyo – sł. Jerzy Durał)
2. „Tomorrow (Like The Wind)” (muz. Ziyo – sł. Jerzy Durał, Krzysztof Krupa)
3. „One Day” (muz. Ziyo – sł. Jerzy Durał)
4. „Eve” (muz. Ziyo – sł. Jerzy Durał)
5. „Midnight Train” (muz. Ziyo – sł. Jerzy Durał)
6. „Where We Go This Way” (muz. Ziyo – sł. Jerzy Durał)
7. „Gloria” (muz. Ziyo – sł. Jerzy Durał)
8. „Fire In The Wind” (muz. Ziyo – sł. Jerzy Durał)
9. „I Was Born To Be Free” (muz. Ziyo – sł. Jerzy Durał)
10. „War Colours” (muz. Ziyo, Jerzy Durał – sł. Jerzy Durał)
11. „War Is Over” (muz. Ziyo – sł. Jerzy Durał)

bonusy
1. „War Is Over” (Izabelin Studio mix)
2. „War Colours” (clip)
3. „I Was Born To Be Free” (clip)

## Muzycy
źródło:.
- Jerzy Durał – śpiew
- Wojciech Klich – gitara
- Sławomir Ujek – gitara basowa
- Dariusz Derżko – instrumenty klawiszowe
- Krzysztof Krupa – perkusja

gościnnie
Kwartet skrzypcowy "Violin Quartet" (zaaranżowany przez pianistę i skrzypka Adama Prucnala) w składzie:
- Iwona Gieroń – skrzypce
- Daga Jaworska – skrzypce
- Magda Wróbel – altówka
- Tomasz Krakowiak – wiolonczela

## Wydawnictwa
- 1991 – Arston (LP ALP 070)[5][6]
- 1991 – Asta (CD 002)[9][10]
- 1991 – Brawo (MC P44)[11]
- 2004 – Metal Mind Productions (CD MMP 0303)[12]